# Championnat du monde féminin de street-hockey 2009
Navigation
Allemagne 2007 Slovaquie 2011
Le championnats du monde street-hockey féminin a eu lieu en 2009 en République tchèque. C'est la 2e édition de cette épreuve. 

## Tour principal
| Rang | Pays       | Pts | V | N | D | Bp | Bc | Diff |
| ---- | ---------- | --- | - | - | - | -- | -- | ---- |
| 1    | Canada     | 9   | 4 | 0 | 0 | 39 | 0  | +39  |
| 2    | Slovaquie  | 7   | 3 | 1 | 0 | 34 | 2  | +32  |
| 3    | Tchéquie   | 6   | 2 | 1 | 1 | 17 | 4  | +13  |
| 4    | États-Unis | 6   | 2 | 0 | 2 | 16 | 10 | +6   |
| 5    | Autriche   | 2   | 1 | 0 | 3 | 9  | 21 | -12  |
| 6    | Suisse     | 0   | 1 | 0 | 3 | 4  | 27 | -23  |
| 7    | Grèce      | 0   | 0 | 0 | 4 | 0  | 55 | -55  |

| 16 juin 2009 | Canada | 10-0 | Suisse |  |

| 16 juin 2009 | Tchéquie | 3-0 | États-Unis |  |

| 16 juin 2009 | Slovaquie | 20-0 | Grèce |  |

| 16 juin 2009 | Canada | 9-0 | Autriche |  |

| 17 juin 2009 | Slovaquie | 6-0 | Suisse |  |

| 17 juin 2009 | Tchéquie | 11-0 | Grèce |  |

| 17 juin 2009 | Canada | 5-0 | États-Unis |  |

| 17 juin 2009 | Slovaquie | 6-0 | Autriche |  |

| 17 juin 2009 | Suisse | 2-1 | Tchéquie |  |

| 18 juin 2009 | Autriche | 9-0 | Grèce |  |

| 18 juin 2009 | États-Unis | 10-2 | Suisse |  |

| 18 juin 2009 | Slovaquie | 2-2 | Tchéquie |  |

| 18 juin 2009 | Canada | 15-0 | Grèce |  |

| 18 juin 2009 | États-Unis | 6-0 | Autriche |  |

## Phase finale
|  | Demi-finales | Demi-finales |                        |   | Finale | Finale |
|  | Demi-finales | Demi-finales |                        |   | Finale | Finale |
|  |              |              |                        |   |        |        |
|  | Plzeň        | Plzeň        |                        |   | Plzeň  | Plzeň  |
|  | Plzeň        | Plzeň        |                        |   | Plzeň  | Plzeň  |
|  | Canada       | 9            |                        |   | Plzeň  | Plzeň  |
|  | Canada       | 9            |                        |   | Plzeň  | Plzeň  |
|  | États-Unis   | 0            |                        |   | Plzeň  | Plzeň  |
|  | États-Unis   | 0            | Canada                 | 5 |        |        |
|  | Plzeň        |              | Canada                 | 5 |        |        |
|  |              | Slovaquie    | 2                      |   |        |        |
|  | Slovaquie    | Slovaquie    | 2                      | 2 |        |        |
|  | Slovaquie    |              |                        | 2 |        |        |
|  | Tchéquie     | 0            |                        |   |        |        |
|  | Tchéquie     | 0            | Match pour la 3e place |   |        |        |
|  |              |              |                        |   |        |        |
|  | Plzeň        |              |                        |   |        |        |
|  |              |              |                        |   |        |        |
|  | Tchéquie     | 3            |                        |   |        |        |
|  | Tchéquie     | 3            |                        |   |        |        |
|  | États-Unis   | 0            |                        |   |        |        |
|  | États-Unis   | 0            |                        |   |        |        |

### Demi-finales
| 19 juin 2009 | Canada | 9-0 (4-0, 3-0, 2-0) | États-Unis |  |

| 19 juin 2009 | Slovaquie | 2-0 (1-0, 0-0, 1-0) | Tchéquie |  |

### Troisième place
| 20 juin 2009 | Tchéquie | 3-0 (1-0, 1-0, 1-0) | États-Unis |  |

### Finale
| 20 juin 2009 | Canada | 5-2 (0-1, 2-1, 3-0) | Slovaquie |  |

### Classement final
| Place              | Équipe     |
| ------------------ | ---------- |
| Médaille d'or      | Canada     |
| Médaille d'argent  | Slovaquie  |
| Médaille de bronze | Tchéquie   |
| 4                  | États-Unis |
| 5                  | Suisse     |
| 6                  | Autriche   |
| 7                  | Grèce      |